# Wu Den-yih
Wu Den-yih (em chinês:  吳敦義, Taiwan, 30 de janeiro de 1948) é um político taiwanês. Graduou-se na Universidade Nacional de Taiwan e trabalhou como jornalista antes de iniciar uma carreira na política com uma nomeação em 1973 para o Conselho Municipal de Taipei. Wu foi então eleito Magistrado do Condado de Nantou, servindo de 1981 a 1989. Após dois mandatos como magistrado, ele foi nomeado prefeito de Kaohsiung em 1990. Wu permaneceu prefeito até 1998, tendo conquistado o cargo em uma eleição direta em 1994. Ele então serviu dois mandatos completos no Legislativo Yuan de 2002 a 2008. Pouco depois de ganhar um terceiro mandato na legislatura, Wu foi nomeado Primeiro-Ministro da República da China em 2009. Ele serviu até 2012, quando ele e Ma Ying-Jeou formaram a chapa presidencial Kuomintang (KMT). Wu cumpriu um mandato de quatro anos como vice-presidente da República da China, renunciando em 2016. Em maio de 2017, foi eleito presidente do partido. Wu deixou o cargo em janeiro de 2020. Anteriormente, Wu havia servido o KMT como secretário-geral de 2007 a 2009, primeiro vice-presidente em 2014, e como presidente interino em 2014 e 2015.

## Início da vida
Wu nasceu em Tsaotun, Taichung, Taiwan em 1948. Estudou na Universidade Nacional de Taiwan, onde foi presidente e editor-chefe do periódico universitário 新聞 de 1968 a 1969. Um dos ensaios que Wu escreveu para a publicação levou Chiang Ching-kuo a apoiar a entrada de Wu na política. Graduou-se em História em 1970. Após a formatura, ele foi recrutado para o exército.

## Início de carreira
Ao completar seu serviço militar obrigatório nas forças armadas, Wu trabalhou como jornalista para o China Times  antes de entrar em sua carreira política. Enquanto estava no China Times, ele era conhecido por suas reportagens precisas e comentários perspicazes.

## Carreira política
Em 1973, aos 25 anos, foi nomeado para um cargo no Conselho Municipal de Taipei, como o mais jovem membro do conselho. Enquanto estava no escritório, ele foi resoluto em manter a visão de trabalhar com alto padrão de integridade. Para alguns funcionários corruptos, ele afirmou que dobrar a lei é ainda pior do que a corrupção em si. Ele acrescentou ainda que, embora a corrupção viole a lei, a lei, no entanto, sobrevive. Mas se alguém manipula publicamente a lei com impunidade, a lei morre. Wu trabalhou para o conselho por oito anos. Durante seu tempo no conselho, ele também ainda trabalhou como escritor editorial no China Times fornecendo suas opiniões e pensamentos sobre questões políticas atuais.
Depois de servir o Conselho Municipal de Taipei, Wu fez uma campanha bem sucedida para a magistratura do condado de Nantou. Ele foi eleito para dois mandatos, servindo de 1981 a 1989.
Ele foi nomeado prefeito de Kaohsiung em 1990. Wu foi eleito diretamente para um segundo mandato, mas perdeu a reeleição para Frank Hsieh em 1998. Em 2001, Wu foi eleito para o Legislativo Yuan pela primeira vez, ganhando a reeleição duas vezes seguidas, em 2004 e 2008.

## Secretário-geral doKuomintang
De 2007 até 2009, Wu serviu como secretário-geral do KMT.

### 2009: Visita na China Continental
Em maio de 2009, Wu partiu para a China continental para uma visita de 8 dias. Ele foi acompanhado por três membros seniores do KMT, Wu Po-hsiung, Lin Fong-cheng e John Chiang. Wang Yi, Diretor do Escritório de Assuntos de Taiwan, saudou as delegações na chegada a Pequim.
As delegações visitaram várias cidades. Em Pequim, eles visitaram a Casa Guangdong-Guangxi, onde Sun Yat-sen foi eleito presidente da Kuomintang em 1912. Em Hangzhou, eles visitaram o Templo de Manao, onde está localizado um museu de Lian Heng. Em Nanjing, eles visitaram o Mausoléu Sun Yat-sen. E em Chongqing, eles participaram da celebração da Semana de Taiwan organizada por empresários taiwaneses que fazem negócios na China continental.

## Primeiro-ministro da República da China (ROC)

### Indicação como primeiro-ministro
Wu foi designado para suceder Liu Chao-shiuan como primeiro-ministro da República da China em 8 de setembro de 2009 pelo presidente Ma Ying-jeou. Liu e seu gabinete renunciaram coletivamente em 10 de setembro para assumir a responsabilidade pelos danos causados pelo tufão Morakot, com Wu sucedendo o cargo no mesmo dia. Wu foi nomeado para o cargo devido à sua rica experiência partidária e administrativa. Wu passou sua primeira noite como primeiro-ministro em Kaohsiung, onde visitou os sobreviventes do tufão Morakot em seus abrigos temporários na Academia Militar da República da China no distrito de Fengshan.

### Eleições presidenciais de 2012, na República da China
Em 19 de junho de 2011, Ma Ying-jeou anunciou que ele e Wu formariam a chapa de Kuomintang para as eleições presidenciais de 2012, já que o vice-presidente em exercício Vincent Siew optou por não concorrer à reeleição. Ma e Wu venceram a eleição com 51,6% dos votos, e tomaram seus respectivos cargos em 20 de maio de 2012.